# Valencias flygplats
Valencias flygplats (IATA-kod: VLC) ligger vid staden Valencias förort Manises, cirka 8 km från Valencias centrum. Manises är också smeknamnet på flygplatsen.
Dess historia dateras från år 1927. Den nuvarande terminalen öppnades 1983, och har genomgått ett par utbyggnader och större reformeringar sedan dess. Genom åren har trafiken dominerats av regionalflyg, till största del baserad på affärsresenärer från staden. Sedan lågprisbolagens genomslag har antalet turister från övriga Europa ökat markant. För tillfället utgör trafiken till största del av reguljärflyg, både nationellt och internationellt. 
Från flygplatsen kan man ta sig till stora spanska och europeiska städer, såsom Bryssel, Frankfurt, Lissabon, London, Milano, Paris och Zürich. Bland icke-europeiska länder märks rutter till Marocko. 
Utanför stationsbyggnaden kan man ta statliga bussar - flygplatsbussar. Det kostar ungefär 1,7 euro att ta sig till Valencia med buss och ungefär 12 euro med taxi till centrum. Det går även att ta sig in till centrum via metron, som har en station precis vid flygplatsen.

## Utveckling av passagerartrafik
Statistikuppgifter är hämtade från spanska luftfartsmyndigheten AENA.
| År   | Totalt passagerare |
| ---- | ------------------ |
| 2010 | 4 934 272          |
| 2009 | 4 748 997          |
| 2008 | 5 779 343          |
| 2007 | 5 933 424          |
| 2006 | 4 969 120          |
| 2005 | 4 639 314          |
| 2004 | 3 111 951          |
| 2003 | 2 432 126          |
| 2002 | 2 138 926          |
| 2001 | 2 301 191          |
| 2000 | 2 261 943          |

Valencias flygplats den femte största flygplatsen på spanska fastlandet, och den nionde nationellt. I regionen Valencia är den näst störst efter flygplatsen i Alicante. Flygplanstyperna CRJ-200 (från flygbolaget Air Nostrum) samt Airbus 320 är de mest vanligaste.

## Flygbolag och resemål
De största operatörerna som verkar i Valencia är Air Nostrum, Iberia, Vueling, Ryanair samt Easyjet. De viktigaste linjerna ansluter till flygplatserna i Madrid, Barcelona, London och Palma de Mallorca.

### Trafik
| Flygbolag                      | Destinationer |
| ------------------------------ | --- |
| Aeroflot                       | Moskva–Sjeremetevo |
| Air Algérie                    | Säsong: Alger (börjar 17 juni 2018) |
| Air Europa                     | Madrid, Palma de Mallorca, Paris–Charles de Gaulle Säsong: Ibiza, Málaga, Menorca, Teneriffa–södra |
| Alitalia                       | Rom–Fiumicino |
| Blue Air                       | Bukarest |
| British Airways                | London–Gatwick |
| easyJet                        | London–Gatwick, London-Luton Säsong: Belfast (börjar 23 juni 2018), Toulouse |
| Eurowings                      | Stuttgart, Düsseldorf |
| Iberia Regional                | Barcelona, Bilbao, Gran Canaria, Ibiza, Madrid, Málaga, Menorca, Palma de Mallorca, Sevilla Säsong: Asturien, Fuerteventura, Lanzarote |
| KLM                            | Amsterdam |
| Lufthansa                      | Frankfurt, München |
| Royal Air Maroc                | Casablanca |
| Ryanair                        | Bari, Beauvais, Bergamo, Berlin–Schönefeld, Bologna, Bryssel-Zaventem, Budapest, Bryssel-Charleroi, Köln/Bonn, Craiova (upphör 25 oktober 2018), Dublin, Frankfurt, Edinburgh, Eindhoven, Hamburg, Glasgow (upphör 26 oktober 2018), Gran Canaria, Ibiza, Kraków, Lanzarote, London–Stansted, Malta, Manchester, Marrakech, Marseille, Milano-Malpensa, Neapel, Palermo, Palma de Mallorca, Pisa, Porto, Rom–Ciampino, Santander, Santiago de Compostela, Sevilla, Teneriffa–södra, Trieste, Treviso, Turin, Warszawa-Modlin, Weeze Säsong: Bristol, Köpenhamn, East Midlands, Menorca |
| S7 Airlines                    | Säsong: Moskva–Domodedovo |
| SmartWings                     | Prag |
| Sun D'Or                       | Säsong: Tel Aviv–Ben Gurion |
| Swiss International Air Lines  | Genève, Zürich |
| TAP Air Portugal               | Lissabon |
| TAROM                          | Bukarest |
| Transavia                      | Amsterdam, Eindhoven, Rotterdam |
| Transavia France               | Paris–Orly Säsong: Lyon |
| TUI fly Belgium                | Bryssel-Zaventem |
| Turkish Airlines               | Istanbul–Atatürk |
| Ukraine International Airlines | Säsong: Ivano-Frankivsk |
| Volotea                        | Asturien, Nantes |
| Vueling                        | Alger, Amsterdam, A Coruña, Bilbao, Barcelona, Bryssel-Zaventem, Paris–Orly, Rom–Fiumicino, Sevilla, Teneriffa-södra Säsong: Ibiza, Milano–Malpensa |
| Wizz Air                       | Bukarest, Cluj–Napoca, Sofia, Timişoara, Wien (börjar 14 juni 2018) |

### Fraktflyg
| Flygbolag            | Destinationer        |
| -------------------- | -------------------- |
| Ukraine Air Alliance | Belgrad              |
| UPS Airlines         | Barcelona, Köln/Bonn |